# Canale marittimo da Bruxelles alla Schelda
Il canale marittimo da Bruxelles alla Schelda, noto anche come canale di Willebroeck o canale di Willebroek, è il nuovo nome per il canale marittimo di Bruxelles-Rupel, dal momento della creazione di un collegamento diretto con la Schelda nel 1997 in sostituzione del vecchio collegamento risalente al XVI secolo.

## Storia
Il canale è uno dei più antichi canali navigabili del Belgio, o addirittura dell'Europa. I lavori iniziarono nel 1550 e durarono fino al 1561..
Tuttavia, l'autorizzazione per costruire il canale fu già concessa da Filippo il Buono nel 1436. Ma sotto le proteste della città di Malines, solo il permesso di imporre tasse su tutti i trasporti attraverso la Senne, il progetto è stato bloccato per un lungo periodo.
Nel 1531, Carlo V rinnoverà l'autorizzazione di Filippo il Buono, ma il lavoro non inizierà immediatamente. Non fino al 1550 con Maria d'Ungheria che ha concesso l'accordo per iniziare la costruzione. Il 16 giugno 1550, il sindaco di Bruxelles, Jean de Locquenghien diede il primo colpo di pala.
A quel tempo, il canale lungo 28 km, largo 30 m con una bozza di 2 m collega Bruxelles e Willebroek, dove si apre nel Rupel nella frazione di Klein-Willebroek. Il dislivello di 14 m tra Bruxelles e il Rupel viene acquistato da 4 chiuse. Grazie alla messa in servizio del canale, le navi potevano adesso evitare la navigazione sulla capricciosa Senne e le tasse imposte a Malines.
Molto rapidamente diversi bacini sono stati costruiti nel cuore della città di Bruxelles (Place Sainte-Catherine), saranno tutti riempiti di nuovo nel XIX secolo, ma sono ancora riconoscibili oggi grazie ai nomi delle strade. Il corso sul canale di Bruxelles fu modificato per collegarlo al canale Bruxelles-Charleroi aperto nel 1832, creando così un collegamento diretto tra il porto di Anversa e il bacino industriale di Charleroi.

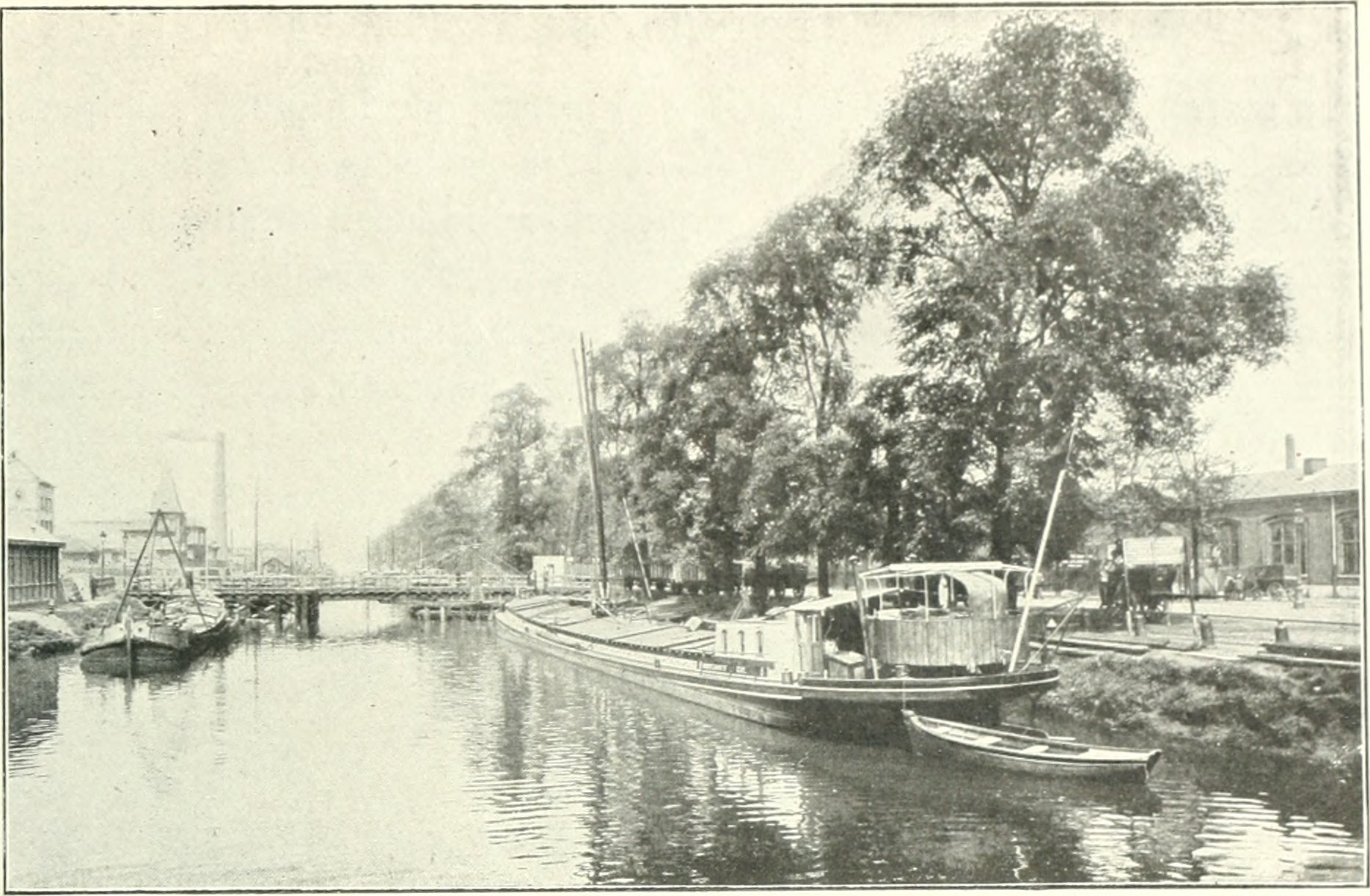
Il canale in un dipinto del 1910.

Nel 1922, un canale completamente modernizzato fu aperto alla navigazione. D'ora in poi il canale condusse nel Rupel da una nuova chiusa a Wintham. Le chiuse di Vilvoorde e Humbeek sono state sostituite dalla chiusa di Kapelle-op-den-Bos. Una nuova modernizzazione è iniziata nel 1965, il canale sarà allargato a 55 m (25 m per le chiuse) e il progetto adattato. La costruzione di due nuove chiuse (205 × 25 m) a Zemst (aperta nel 1975) e Hingene (aperta nel 1997) ha permesso di raggiungere direttamente la Schelda. Il porto di Bruxelles è ora accessibile alle navi marittime di 4.500 tonnellate e ha spinto convogli di chiatte di 9.000 tonnellate.
Il canale è di fondamentale importanza per la fornitura di petrolio a Bruxelles, che rappresenta più o meno la metà del traffico. Nel 1974 i picchi annuali di traffico ammontano a 14 milioni di tonnellate. Dopo una ricaduta conseguente alle successive crisi che hanno colpito l'economia mondiale, il volume trasportato aumenterà nuovamente. Con 7 milioni di tonnellate trasportate dal canale, il porto di Bruxelles è, nel 2012, il secondo porto fluviale del paese dopo Liegi.
In seguito alla regionalizzazione del Belgio, la gestione del canale non è più nelle mani di SA Maritime (una società fondata nel 1896) ma è stata posta sotto la tutela del porto di Bruxelles per la parte sul territorio della Regione di Bruxelles-Capitale e Waterwegen en Zeekanaal NV per la parte nella Regione fiamminga.

### Dal fiume al canale
Qualche secolo fa, la Senne ha permesso la navigazione per raggiungere l'isola Saint-Géry. Tuttavia, l'insabbiamento, il corso sinuoso del suo corso a monte, i numerosi delta, diminuivano la profondità e rendevano molto difficile la navigazione.
Non sorprende quindi che l'uso del fiume come mezzo di comunicazione sia destinato a diventare completamente obsoleto. Infatti, benché nel 1434, Filippo il Buono autorizzasse la canalizzazione della Senne, il lavoro fu presto insufficiente. Inoltre, il progetto di un canale venne a nascere in fretta, ma venne accolto con ostilità dalla città di Malines che temeva avrebbe deviato parte del traffico della Senne attraverso il canale, come risultato la perdita di imposte e tasse. Inoltre, dal 1477, Maria di Borgogna decretò la costruzione del canale di Willebroek, collegando Bruxelles a Rupel. Ma fu solo nel 1551, sotto Carlo V, che gli scavi iniziarono e finirono nel 1561.
Il 10 ottobre 1561, il canale fu inaugurato con grande pompa e venne celebrata una messa nella chiesa di San Nicola. Bruxelles ebbe così un collegamento diretto con Anversa. Nella seconda apertura alla porta (l'attuale place de l'Yser) è stata aperta una breccia per consentire alle barche di navigare verso il centro della città. Così, dopo aver contribuito allo sviluppo della città, la Senne andò, trascurata per la navigazione, venendo chiamata a svolgere una nuova funzione: diventare la via principale di evacuazione delle acque reflue dell'agglomerato.

### Il canale, centro della città
Nel XIX secolo, il canale separava la città borghese e commerciale, i sobborghi poveri, industriosi e rurali. Era il cuore operativo della città. Diventa il solco dello sviluppo industriale. Nel 1896, vi si sviluppa l'88% dei posti di lavoro nella città. Le piccole e medie imprese si stabiliscono in abitazioni private che servono principalmente il mercato locale. Sono legati all'evoluzione della città, alla sua storia, all'accessibilità che genera. I ponti consentono collegamenti tra le due parti della città. I quartieri si sviluppano attorno al canale i cui abitanti vivono in condizioni piuttosto precarie.